# Наукове товариство імені Шевченка у Європі
Наукове товариство імені Шевченка в Європі (англ. Shevchenko Scientific Society in Europe, фр. Société Scientifique Chevtchenko en Europe) — підрозділ Наукового товариства імені Шевченка, який діяв у Європі з 1951 року. Штаб-квартира розташовувалася в невеликому французькому містечку Сарсель недалеко від Парижу. 

## Загальна характеристика
До 1952 року товариство очолював професор Зенон Кузеля. З 1952 року його змінив Володимир Кубійович (1947–1951 рр. — генеральний секретар НТШ).
Усі часи Сарсель (фр. sarcelle — дика качка, качка мандаринка) був містом, куди приїжджали мисливці, а зупинялися вони в готелі «Босіжур». Згодом архієпископ української греко-католицької церкви Іван (Бучко) викупив цю нерухомість. Так у приміщенні готелю «Босіжур» утворюється науковий осередок НТШ. По суті Наукове товариство імені Шевченка стало еміграційною Академією Наук для поневоленого українського народу.
Співробітники НТШ у Сарселі (Олександр Шульгин, Микола Капуста, І. Яцків[уточнити], Володимир Янів, Олександр Кульчицький та ін.) мешкали в однокімнатних приміщеннях — колишніх готельних кімнатах, але мали змогу працювати та відпочивати разом. Місячна плата, нижча від мінімуму найгірше оплачуваного робітника у Франції, становила 57 доларів. Така ситуація спонукає українських науковців обробляти земельну ділянку і вирощувати картоплю та помідори.
1962 року представники НТШ в Канаді, а саме Роман Голод, К. Паліїв та М. Зелена, висунули ідею організувати фонд для підтримки європейського осередка Наукового товариства ім. Шевченка у Сарселі. Велика рада Українського пластового союзу в Нью-Йорку одностайно схвалила цю ідею. Дії із підтримки європейського НТШ отримали назву «Акція „Сарсель“».

## Головні установи НТШ у Сарселі
У Європейському осередку НТШ діють[коли?] такі установи:
1. Канцелярія — веде кореспонденцію понад 2000 листів на рік українською та «чужими» мовами. Видає «Вісті НТШ в Європі», редагує «Бюлетень НТШ».
2. Історично-філософічна секція (директор В. Кубійович) — включає Інститут національних дослідів та Інститут Енциклопедії, що видає і редагує «Енциклопедію Українознавства».
3. Фінансова Комісія — мобілізує жертводавчі фонди, веде бухгалтерську та фактичну звітність фінансової ситуації осередку.
4. Делегатура Українського Вільного Універститету (УВУ) (ректор Володимир Янів) — зусиллями викладачів, які живуть в Парижі та Сарселі, організовує наукові курси та конференції. При УВУ діє ІЗН (Інститут Заочного Навчання) та курси українознавства.
5. КоДУС — Комісія Допомоги Українському Студентству — станом на 1955 рік надала допомогу 2663 студентам на загальну суму майже півмільйона доларів (446.800 дол.).

## Наукова діяльність
Наукова діяльність НТШ в Європі проектувалася на Загальних Зборах. Найважливішим завданням-проектом НТШ в Європі було видання словникової частини Енциклопедії Українознавства (ЕУ), яка об'єднала більшість науковців на еміграції-діаспорі; 1955 — 89 вийшло 10 томів, а у 1995 — 11-й том (доповнення). Англійською мовою з'явилася Ukraine: A Concise Encyclopedia'' (у 2 тт., 1963, 1971), і (разом з Канадським інститутом українських студій) 5-томна Encyclopedia of Ukraine.
Стан розвитку науки відображають, переважно, за допомогою таких науково-дослідних видань як бібліографії, каталоги, різного типу довідники, словники та енциклопедії. Як показує досвід, енциклопедії та енциклопедичні довідники здобули визнання найвичерпніших щодо повноти інформації. Вони об'єднують найістотніші відомості з усіх галузей знань чи якої-небудь однієї галузі, можуть будуватися на основі відомостей про діяльність особи, однієї наукової установи чи навіть галузі науки.
Архів НТШ у Сарселі налічує велику бібліотеку діаспорної літератури (близько 20 тисяч томів); картотеки і архів Енциклопедії, архіви засідань всіх секцій НТШ, колекцію мікрофільмів, старих фотографій, велику кількість кореспонденції.
Тут також є найповніша збірка діаспорних журналів, включно з усіма виданнями «Записок НТШ».
Електронний каталог бібліотеки НТШ у Сарселі почав створюватися в 1994 році і нині[коли?] нараховує понад 26 тис. назв. ЕК включає бібліографічні описи друкованих видань XIX-ХХ століть, у тому числі довідково-бібліографічні видання, літературу з питань історії, освіти, культури, а також художню літературу, яка була видана на території України, СРСР та за кордоном українською, російською ті іншими мовами.
До проголошення Незалежності НТШ у Сарселі отримує фінансову допомогу від діаспори з Америки та Канади.
Після того як українська влада повертає власність НТШ у Львові, фінансування різко зменшується, оскільки Європейське НТШ вже як автономна організація координує свою діяльність зі Світовою Радою зі своїм осідком у Львові.
У цих умовах, втім, після проголошення незалежності України вдалося видати антологію української літератури французькою. Робота зайняла більше 6 років.
Також активно проводилася і надалі триває робота з адаптації застарілих статей Енциклопедії Українознавства; є потреба видавати аналог Британіки «Book of the year».
За період незалежності України у Сарселі побували десятки представників сучасної еліти[що?], науковців, викладачів, письменників, серед яких варто згадати Дмитра Павличка, Івана Драча, Миколу Жулинського та ін.

## Сарсель сьогодні
Матеріальні труднощі та зміна поколінь призвели до певної паузи в діяльності європейського осередку НТШ. Втім, на початку 2010-х років можна сказати, що відбувається його друге народження. 2 квітня 2011 року відбулися Звітно-виборчі Загальні Збори Наукового товариства ім. Тараса Шевченка в Європі, під час яких було обрано нову Управу. За традицією на Зборах вшанували пам'ять покійних членів НТШЄ, прийняли нових членів у складі: М. Романюка, М. Бержерона, І-П. Пилипчука та затвердили Протокол XVIII Загальних Зборів, прослухали і обговорили звіти діяльності НТШЄ за період 2009–2010 років. Новим Головою НТШЄ було обрано Стефана Дуніковського, заступником Голови став Володимир Косик, секретарем Управи — Анна-Марія Довганюк. До Контрольної Комісії увійшли М. Романюк, Н.Микитенко та Я. Йосипишин.
Восени 2011 року відбувся День відкритих дверей, який об'єднав усіх небайдужих та зацікавлених у розвитку проектів НТШЄ. Під час зустрічі була підтримана ініціатива створення Асоціації українців у Валь д'Уазі.